# Faina Melnik
Faina Melnik (Bakota, 9 de junio de 1945-Moscú, 16 de diciembre de 2016) fue una atleta soviética nacionalizada ucraniana

## Biografía
En Múnich 1972, ganó el medalla de oro con una récord mundial de 66,62 m. Durante la carrera se rompió tres veces el récord mundial, una
vez en cada una de sus últimas tres versiones
Su mejor marca en su carrera fue 70,50 m en 1976, la primera vez que una mujer lanzó el disco a más de 70 metros. Este año, el favorito de relieve un nuevo oro olímpico en Montreal 1976, no fue sino hasta la cuarta posición, perdiendo el título frente a Evelin Jahl de Alemania del Este. Además del título olímpico, Faina fue dos veces campeones europeos - 1971 y 1974 - y once en tiempo récord mundial de titular de la carrera Murió el 16 de diciembre de 2016, a los 71 años